# Шпейер, Алексей Николаевич
Алексей Николаевич Шпейер (2 мая 1854 — 19 марта 1916) — русский дипломат, Чрезвычайный Посланник в Китае, Бразилии, Персии, сенатор, тайный советник.

## Биография
Вступил в службу по ведомству Министерства иностранных дел 1 июня 1873 года.
Участник Русско-турецкой войны 1877—1878 годов. В 1879 году в чине губернского секретаря состоял исправляющим должность секретаря при министре-резиденте в Черногории А. С. Ионине.
В 1895 году в чине статского советника занимал пост первого секретаря русского посольства в Персии. 18 июля 1895 года назначен поверенным в делах и генеральным консулом в Корею, но король Коджон просил Императора Николая II о сохранении в должности его предшественника К. И. Вебера. В результате 25 февраля 1896 года Шпейер был назначен исправляющим должность поверенного в делах в Японии, а 6 ноября 1897 года освобождён от обеих должностей и назначен Чрезвычайным Посланником и Полномочным Министром в Китае, куда, однако, так и не прибыл (русской миссий руководил в качестве исправляющего должность поверенного в делах А. И. Павлов).
8 июня 1898 года Шпейер был назначен Чрезвычайным Посланником и Полномочным Министром в Бразилию, одновременно являлся посланником в Аргентине и Уругвае. 1 апреля 1901 года произведён в действительные статские советники. В 1904—1906 годах Чрезвычайный Посланник и Полномочный Министр в Персии.
28 февраля 1907 года Шпейер был пожалован в тайные советники с назначением сенатором и определён к присутствию в Департамент Герольдии Правительствующего Сената.
Скончался 19 марта 1916 года и был похоронен на Казанском кладбище Царского Села.
Был женат на дочери генерал-майора Анне Эрастовне Зволянской.

## Награды
За свою службу Шпейер получил многие русские и иностранные награды, в их числе:
- Орден Святого Владимира 4-й степени с мечами (1878 год)
- Орден Святого Станислава 1-й степени (1904 год)
- Орден Святой Анны 1-й степени (1910 год)
- Орден Святого Владимира 2-й степени (1913 год)
- Медали: в память войны 1877—1878 годов, в память царствования Императора Александра III, в память 300-летия царствования Дома Романовых

Иностранные:
- Черногорский орден Князя Даниила I 3-й степени (За независимость Черной горы, 1882)
- Австрийский орден Железной короны 3-й степени (1884)
- Орден Оранско-Нассауского Дома командорский крест (Королевство Нидерланды, 1888)
- Орден Восходящего солнца 3-й степени (Японская империя, 1888)
- Орден Священного сокровища 2-й степени (Японская империя, 1894)
- Персидский орден Льва и Солнца 1-й степени с бриллиантами (1897)
- Черногорские медали: серебряную «За храбрость» и бронзовую в память войн 1875—1878 годов